# Liste der Monuments historiques in Angoulême
Die Liste der Monuments historiques in Angoulême führt die Monuments historiques in der französischen Stadt Angoulême auf.

## Liste der Bauwerke
| Bezeichnung                         | Beschreibung | Standort                                         | Kennzeichnung | Schutzstatus | Datum | Bild |
| ----------------------------------- | ------------ | ------------------------------------------------ | ------------- | ------------ | ----- | ---- |
| Hôtel de Bardines                   |              | 79, rue de Beaulieu (Lage)                       | PA00104212    | Inscrit      | 1947  |      |
| Capitainerie de l’Houmeau           |              | 25, boulevard Besson-Bey (Lage)                  | PA00104202    | Inscrit      | 1985  |      |
| Papiermanufaktur Hébert             |              | 180, rue de Bordeaux (Lage)                      | PA16000011    | Classé       | 2001  |      |
| Eckturm                             |              | 36, rue de Bélat (Lage)                          | PA00104201    | Inscrit      | 1925  |      |
| Hôtel Saint-Simon                   |              | 17, rue de la Cloche-Verte (Lage)                | PA00104222    | Inscrit      | 1925  |      |
| Totenlaterne                        |              | Square Saint-André (Lage)                        | PA00104220    | Inscrit      | 1925  |      |
| Klinik Sainte-Marthe                |              | rue François 1er (Lage)                          | PA00104205    | Inscrit      | 1925  |      |
| ehemaliger Bischofspalast           |              | 23, rue Friedland (Lage)                         | PA00104208    | Inscrit      | 1925  |      |
| Hôtel Mousnier-Longpré              |              | 22, rue Friedland (Lage)                         | PA00104210    | Inscription  | 1963  |      |
| Chocolaterie                        |              | 18, place de l’Hôtel de Ville (Lage)             | PA00104204    | Inscrit      | 1987  |      |
| Wohn- und Geschäftshaus             |              | 11, rue d’Iéna (Lage)                            | PA00104214    | Inscrit      | 1971  |      |
| Wohn- und Geschäftshaus             |              | 12, rue d’Iéna (Lage)                            | PA00104215    | Inscrit      | 1971  |      |
| Wohn- und Geschäftshaus             |              | 14, rue d’Iéna (Lage)                            | PA00104216    | Inscrit      | 1971  |      |
| Wohn- und Geschäftshaus             |              | 18, rue d’Iéna (Lage)                            | PA00104217    | Inscrit      | 1971  |      |
| Wohn- und Geschäftshaus             |              | 28, rue d’Iéna (Lage)                            | PA00104218    | Inscrit      | 1971  |      |
| Wohn- und Geschäftshaus             |              | 9, rue d’Iéna (Lage)                             | PA00104213    | Inscrit      | 1971  |      |
| Maison de la Marbrerie              |              | 11, rue Raymond Audour (Lage)                    | PA00104223    | Inscrit      | 1948  |      |
| Logis de la Tourgarnier             |              | rue de la Tourgarnier (Lage)                     | PA00104221    | Inscrit      | 1925  |      |
| Befestigung des Duc d’Épernon       |              | rue Hergé, rue de l’Arsenal, rue de Bélat (Lage) | PA00104229    | Inscrit      | 1972  |      |
| Portal                              |              | 59, rue du Minage (Lage)                         | PA00104224    | Inscrit      | 1948  |      |
| Portal                              |              | 61, rue du Minage (Lage)                         | PA00104225    | Inscrit      | 1948  |      |
| Notre-Dame d’Obézine                |              | 92, rue de Montmoreau (Lage)                     | PA16000019    | Inscrit      | 2001  |      |
| Logis du Moine blanc                |              | 211, rue de Clérac à Sillac (Lage)               | PA00104230    | Inscrit      | 1925  |      |
| St-André (Angoulême)                |              | rue Taillefer (Lage)                             | PA00104207    | Inscrit      | 1951  |      |
| Portal                              |              | 10, rue de Turenne (Lage)                        | PA00104219    | Inscrit      | 1925  |      |
| Brunnen                             |              | 10, rue Vauban (Lage)                            | PA00104227    | Classé       | 1923  |      |
| Abtei Saint-Cybard                  |              | 123, rue de Bordeaux (Lage)                      | PA16000038    | Inscrit      | 2007  |      |
| St-Martial (Angoulême)              |              | place Saint-Martial (Lage)                       | PA16000018    | Inscrit      | 2001  |      |
| St-Jacques de l’Houmeau (Angoulême) |              | rue André Lamaud (Lage)                          | PA16000017    | Inscrit      | 2001  |      |
| Markthalle                          |              | boulevard Pasteur (Lage)                         | PA00125672    | Inscrit      | 1993  |      |
| Festungsanlage                      |              | (Lage)                                           | PA00104228    | Inscrit      | 1958  |      |
| Präfektur                           |              | rue de la Préfecture (Lage)                      | PA00104226    | Inscrit      | 1975  |      |
| Hôtel de ville (Angoulême)          |              | place de l’Hôtel de Ville (Lage)                 | PA00104211    | Inscrit      | 1929  |      |
| Kapelle der Benediktiner            |              | 60, rue de Beaulieu (Lage)                       | PA00104209    | Inscrit      | 1925  |      |
| Colonne de la duchesse d’Angoulême  |              | avenue Wilson (Lage)                             | PA00104206    | Inscrit      | 1948  |      |
| Kathedrale von Angoulême            |              | Place de la cathédrale (Lage)                    | PA00104203    | Classé       | 1840  |      |

## Liste der Objekte
- Monuments historiques (Objekte) in Angoulême in der Base Palissy des französischen Kultusministeriums